# Ad Schuring

Ad Schuring

Ad Schuring (Utrecht, 25 augustus 1950 – Delft, 19 november 2024), was een Nederlandse theaterdecor- en lichtontwerper die een reputatie opbouwde als verdediger, promotor, beschermer en bevrijder van homo-erotische kunst.  Adrianus M.M. was zoon van Cornelis Adrianus Schuring en Maria Anna Leonarda Ruijgt.
Hij was fel tegen censuur en een kenner van fetisjen. Hij wijdde zich aan het geven van homo-erotische kunst het respect en de status die hij geloofde dat het verdiende. "Queercultuur zonder pik en ballen? Dat heet castratie," schreef hij ooit. Schuring verzamelde en steunde homoseksuele erotische kunstenaars, van wie velen zijn vrienden werden, waaronder Bastille (Frank Webber: 1929-1990), Rex, Willem Kok (aka Dorus), en Martin van Holland.  Op zijn website Delftboys.nl en blog Darkroom Diaries exposeerde en cureerde Schuring een uitgebreide collectie homo-erotische kunst. Voor zijn inzet voor het beschermen, behouden en promoten van het medium ontving Schuring in 2016 een Dedication Award van de Tom Of Finland Foundation.
Schuring was jarenlang lid van de Delftse Werkgroep Homoseksualiteit DWH, maar raakte na het millennium ontsteld door wat hij zag als de nieuwe preutsheid en veroordelendheid van een jongere generatie, waar hij zich op zijn andere blog Queerlog steeds meer tegen keerde. Schuring beschouwde zijn religie als priapisme, maar het aanroepen van 'god' getuigde van intellectuele luiheid. Hij noemde het 'slechts een poging om helder en kritisch denken te vermijden en de persoonlijke verantwoordelijkheid voor de eigen keuzes te negeren'.
Hij werd op latere leeftijd bewust HIV-positief, maar stierf aan alvleesklierkanker.